# Назаренко Дмитро Павлович
Назаренко Дмитро Павлович (26 листопада 1917, с. Іванівка, Дніпропетровська область — 19 жовтня 1969, Одеса) — льотчик-ас, командир ескадрильї 131-го винищувального авіаційного полку. Генерал-майор авіації. Герой Радянського Союзу.

## Біографія
Народився 26 листопада 1917 року в селі Іванівка (частина сучасної Івано-Яризівки) нині Царичанського району Дніпропетровської області, в сім'ї селянина. Українець. Член ВКП (б) / КПРС з 1942 року. Закінчив 8 класів, працював телеграфістом на Царицинському вузлі зв'язку. У 1934—1936 роках навчався в Київському технікумі фізкультури.
У Червоній Армії з 1936 року. У 1938 році закінчив Качинську військово-авіаційну школу пілотів. Учасник радянсько-фінської війни (1939—1940). Назаренко зробив 25 бойових вильотів.
На фронтах другої світової війни з червня 1941 року. Воював на Південному, Північно-Кавказькому, Сталінградському, Закавказькому фронтах.
Указом Президії Верховної Ради СРСР від 13 грудня 1942 за мужність і військову доблесть, проявлені в боях з ворогами, Назаренко Дмитру Павловичу присвоєно звання Героя Радянського Союзу з врученням ордена Леніна і медалі «Золота Зірка».
У 1943—1945 роках Дмитро Назаренко був штурманом полку, командиром 40-го гвардійського винищувального авіаційного полку, потім штурманом дивізії. До кінця війни виконав більше 500 успішних бойових вильотів, провівши 120 повітряних боїв, збив 18 ворожих літаків особисто і 7 — в групі з товаришами.
Після закінчення війни продовжував служити у ВПС СРСР. У 1951 році закінчив Військово-повітряну академію, а в 1957 році — Військову академію Генерального штабу. 18 квітня 1952 йому було присвоєно військове звання генерал-майора авіації. Літав на бойових літаках до 1966 року. З 1967 року генерал-майор авіації Назаренко Д. П. — в запасі.
Жив і працював в Одесі, де помер 19 жовтня 1969 року. Похований на алеї Героїв на 2-му Християнському кладовищі.
Нагороджений 2 орденами Леніна, 2 орденами Червоного Прапора, орденами Вітчизняної війни 1-ї та 2-го ступенів, Червоної Зірки, медалями.